# (99978) 1981 ER13
(99978) 1981 ER13 es un asteroide perteneciente al cinturón de asteroides descubierto por Schelte John Bus el día 1 de marzo de 1981 desde el Observatorio de Siding Spring.

## Designación y nombre
Designado provisionalmente como 1981 ER13.

## Características orbitales
1981 ER13 está situado a una distancia media de 2,643 ua, pudiendo alejarse un máximo de 2,925 ua y acercarse un máximo de 2,362 ua. Tiene una excentricidad de 0,106.

## Características físicas
Este asteroide tiene una magnitud absoluta de 16,3.